# Willem I van Eu
Willem I van Eu (circa 978 - voor 1057) was van 1040 tot aan zijn dood graaf van Eu. Hij behoorde tot het huis Normandië.

## Levensloop
Willem I van Eu was een buitenechtelijke zoon van hertog Richard I van Normandië. Wie zijn moeder was, is niet bekend.
Hij kwam in opstand tegen zijn halfbroer, hertog Richard II van Normandië. Deze mislukte, waarna Willem door Rudolf van Ivry werd gevangengenomen. Hij zat gevangen in Rouen, onder bewaking van Turquetil van Harcourt. Na vijf jaar ontsnapte hij en kreeg hij mogelijk genade van Richard II. Vervolgens kreeg hij de toestemming om te huwen met Lesceline, een dochter van Turquetil van Harcourt.
In 1040 werd hij graaf van Eu, na de moord op Gilbert van Brionne, de zoon van zijn halfbroer Godfried van Brionne. Willem bleef dit tot aan zijn dood, ten laatste in 1057.

## Nakomelingen
Willem I en zijn echtgenote Lesceline kregen volgende kinderen:
- Robert I (overleden tussen 1089 en 1093), graaf van Eu
- Willem Busac (1020-1076), graaf van Soissons
- Hugo (overleden in 1077), van 1049 tot 1077 bisschop van Lisieux